# Ludwik Tarnawiecki
Ludwik Tarnawiecki (ur. 1 stycznia 1842, zm. 6 maja 1863 pod Lublińcem) – powstaniec styczniowy.

## Życiorys
Urodził się 1 stycznia 1842. Był synem Marcelego, bratem Marceli. 
Po wybuchu powstania styczniowego w 1863 przystąpił do walczących i w kwietniu tego roku trafił do obozu w Wysocku, gdzie zbierali się młodzi ochotnicy. W tym miesiącu jego matka przybyła do obozu polskich sił powstańczych, stojących pod Lublińcem pod dowództwem generała Antoniego Jeziorańskiego. Zwróciła się do przebywającego tam księcia Adama Sapiehy, żądając od niego oddania syna i umacniając swoje wezwanie tym, że miał on niewładną prawą rękę wskutek paraliżu. Po zatelegrafowaniu w tej sprawie do Wysocka, na drugi dzień przyjechał stamtąd karetą do obozu Ludwik Tarnawiecki, po czym został zabrany przez matkę. Po kilku dniach ks. Sapieha ponownie dostrzegł Tarnawieckiego na terenie obozu. Wobec tego wysłał go w czteroosobowej grupie do załatwienia sprawy we Lwowie, mając jednocześnie główny zamiar, aby młodzieniec został w mieście i znowu trafił do domu, co udało się i do obozu powrócili trzej towarzysze bez niego.
W dniu 6 maja 1863 wojska powstańcze dowodzone przez gen. Jeziorańskiego odniosły zwycięstwo w drugiej bitwie pod Kobylanką. Objeżdżający teren walk ks. Sapieha zauważył wlokącego się rannego żołnierza z rozprutym brzuchem oraz wydostającymi się wnętrznościami i w nim po raz kolejny rozpoznał Ludwika Tarnawieckiego. Zdołał on księciu powiedzieć, że zabił kosą czterech kozaków, co potwierdzili zebrani obok świadkowie, dodając, że uczynił to lewą ręką. Nazywając go w tej sytuacji bohaterem książę nakazał zabrać rannego na nosze i wezwać lekarza. Tuż po tym Tarnawiecki zmarł. Jego ciało miejscowi chłopi zanieśli na cmentarz w Lublińcu, gdzie było im najbliżej. Jego nagrobek wykonany z piaskowca powstał w XIX wieku. Zachowany pomnik nagrobny znajduje się na parafialnym cmentarzu w Starym Lublińcu.
W późniejszych przekazach przyjęło się, że Ludwik Tarnawiecki ranny zdołał przejść kilka kilometrów do rejonu wsi Lubliniec i tam zmarł na łąkach.